# Iglesia de Santa María (Traslaviña)
La iglesia de Santa María es un edificio situado en la entidad de población española de Traslaviña, en la provincia de Vizcaya.

## Descripción
El edificio se encuentra en la entidad de población española de Traslaviña, del municipio de Arcentales, perteneciente a la provincia de Vizcaya, en la comunidad autónoma del País Vasco. Se menciona como iglesia parroquial del lugar en el decimoquinto volumen del Diccionario geográfico-estadístico-histórico de España y sus posesiones de Ultramar de Pascual Madoz, donde aparece descrita con las siguientes palabras:

una parr. (Sta. Maria), fundada hácia el año 1500 en el cueto de Candanosa, de donde fue trasladada el siglo pasado al parage que ocupa actualmente, y es la banda izq. del riach. que desciende del monte Colisa: la igl. es de una nave de 85 pies de long. con 30 de lat., y tiene para su servicio 2 beneficiados, que forman cabildo con los de San Miguel de Linares, su matriz.
(Madoz, 1849, p. 132)